# Stosunki polsko-singapurskie

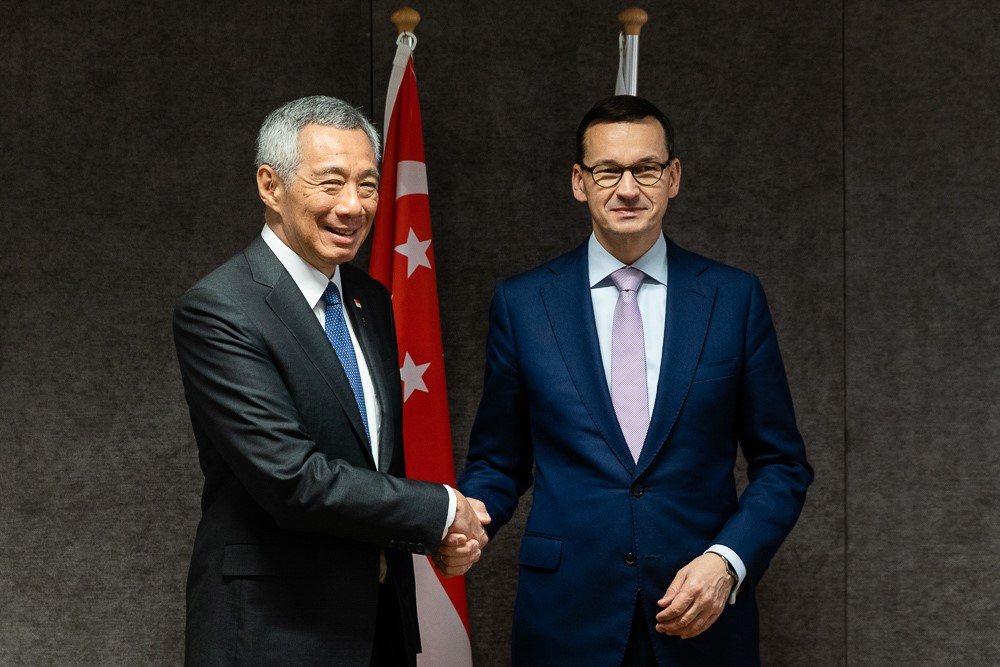
Premierzy obu państw – Lee Hsien Loong i Mateusz Morawiecki podczas spotkania na marginesie szczytu ASEM w Brukseli, 2018

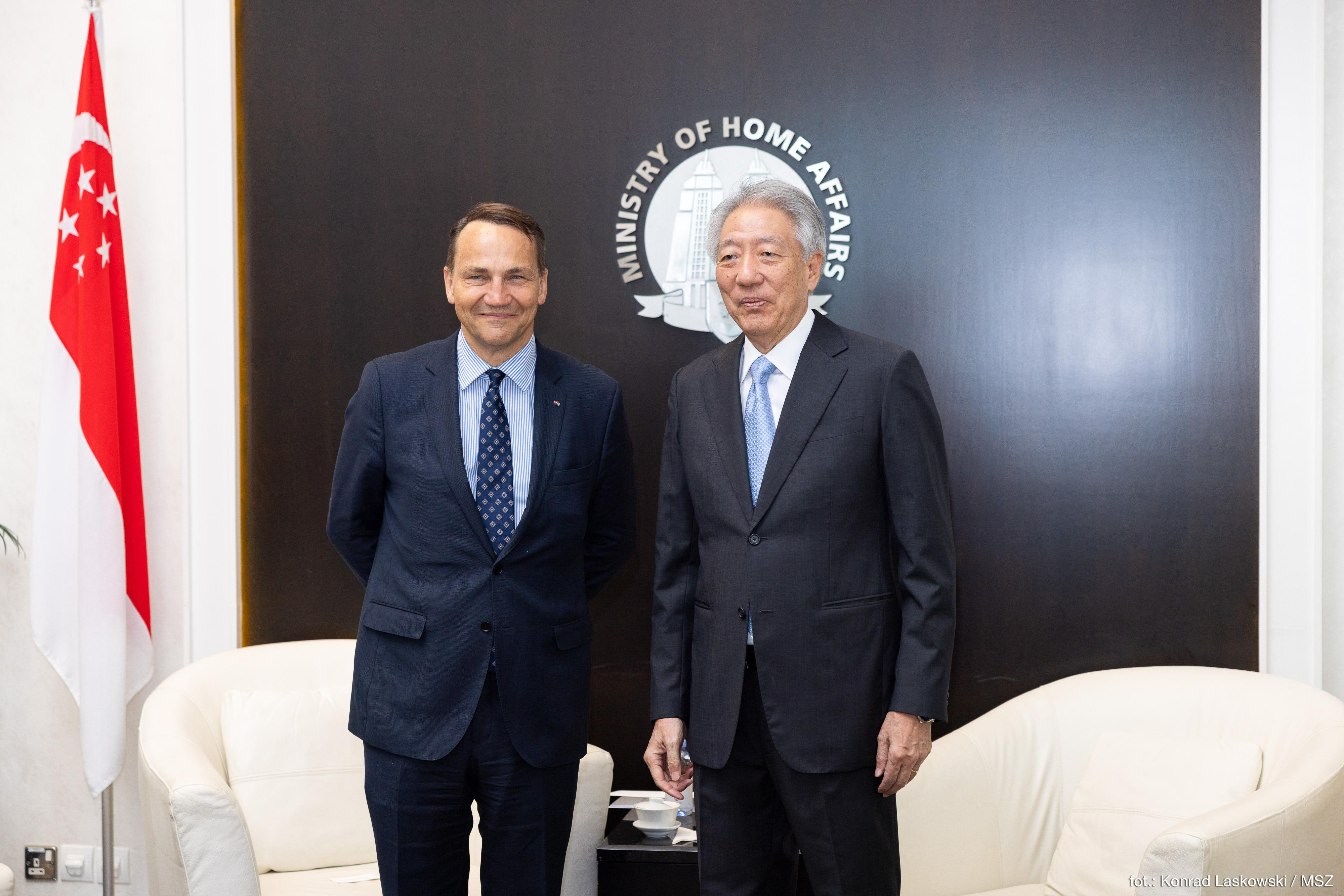
Minister spraw zagranicznych Polski Radosław Sikorski i minister bezpieczeństwa narodowego Singapuru Teo Chee Hean, 2024

Stosunki polsko-singapurskie obejmują kontakty polityczne, gospodarcze, naukowe i kulturalne.
Stosunki dyplomatyczne między oboma krajami zostały nawiązane w czasach PRL w 1969 roku. Po 1989 roku kilkakrotnie miały wizyty i spotkania na najwyższym szczeblu. Singapur odwiedzili polscy przywódcy: premier Leszek Miller (2003), prezydent Aleksander Kwaśniewski (2004), premier Marek Belka (2005), premier Donald Tusk (2012) i prezydent Andrzej Duda (2025). W 2013 roku wizytę w Polsce złożył premier Singapuru Lee Hsien Loong, a w 2017 roku – prezydent Tony Tan Keng Yam.
Podstawą współpracy gospodarczej są umowy zawarte między Singapurem a Unią Europejską (w szczególności: umowa o wolnym handlu – EUSFTA, umowa o ochronie inwestycji – EUSIPA oraz porozumienie o partnerstwie i współpracy – ESPCA), umowy dwustronne między państwami oraz umowy między organizacjami samorządu gospodarczego. W latach 2018-2024 Polska notowała ujemne saldo wymiany handlowej z Singapurem. W 2024 roku wartość obrotów handlowych między oboma krajami wyniosła prawie 1,2 mld euro (w tym eksport z Polski –  376 mln euro). Wartość inwestycji polskich w Singapurze w 2023 roku wyniosła 23,8 mln euro, zaś inwestycje singapurskie w Polsce w tym samym roku osiągnęły wartość 404 mln euro.